# Meaucé
Meaucé é uma comuna francesa na região administrativa do Centro, no departamento Eure-et-Loir. Estende-se por uma área de 11,25 km². Em 2010 a comuna tinha 536 habitantes (densidade: 47,6 hab./km²).